# Liste von Erdbeben in Iran
Diese Liste von Erdbeben in Iran führt bedeutende Erdbeben an, die Auswirkungen auf dem Gebiet des heutigen Staates Iran hatten.

## Überblick

Die wichtigsten Verwerfungen in Iran

In Iran befinden sich seismisch hoch aktive Regionen. Die im Land wirksamen tektonischen Kräfte sind Ausdruck der gegeneinander gerichtete Bewegung der Arabischen Platte im Süden und der Eurasischen Platte im Norden. Im Land äußert sich diese Konvergenz in komplexen Deformationsprozessen an den Gebirgszügen Zāgros, Elburs und Kopet-Dag sowie an langgestreckten Horizontalverschiebungen, die Gebiete geringerer Seismizität einfassen, wie Zentraliran, die Wüste Lut oder das südliche Kaspische Meer.
Im Osten des Landes beträgt die Konvergenzrate von Arabischer und Eurasischer Platte, also die Geschwindigkeit, mit der sich die beiden Lithosphärenplatten aufeinander zubewegen, etwa 25 Millimeter pro Jahr. Dabei bewegt sich die Arabische Platte fast genau in nördliche Richtung. Der zentraliranische Block bewegt sich in Relation zur Eurasischen Platte mit etwa 14 Millimeter pro Jahr nach Norden. Die im Zāgros wirkende Stauchung beträgt etwa 4 bis 9 Millimeter pro Jahr. Das nordwestliche Iran bewegt sich mit 12 Millimeter pro Jahr nach Norden, während die Niederung im Unterlauf der Kura mit 14 Millimetern pro Jahr nach Nordnordost strebt. Die Diskrepanz zwischen diesen beiden Bewegungen wird an der großen Täbris-Verwerfung ausgeglichen.
Das Elburs-Gebirge wird mit etwa 5 Millimetern pro Jahr gestaucht. Da es ein vergleichsweise schmales Gebirge ist, verformt es sich mehr als der Zāgros. Im Osten taucht die Arabischen Platte unter Makran mit einer Subduktionsrate von 15–18 Millimeter pro Jahr ab. Zwischen dem relativ starr mit der Eurasischen Platte verbundenen Block um das afghanische Helmand und dem zentraliranischen Block findet eine rechtssinnige Horizontalverschiebung von etwa 14 Millimetern pro Jahr statt. An der Übergangszone von Zāgros und Makran kommt es zu einer rechtssinnigen Transpression mit etwa 11 Millimetern pro Jahr.
In den beschriebenen Deformationszonen ereignen sich die meisten Erdbeben im Land. Dabei unterscheidet sich der Zāgros von den anderen Regionen dadurch, dass er eine sehr große Erdbebenaktivität zeigt, jedoch mit Beben geringer Magnituden, während im Norden weniger, aber stärkere Erdbeben auftreten.

## Liste
Erläuterungen:
- Tote: Anzahl ist insbesondere bei weit zurückliegenden Beben oft nicht gesichert.
- Koordinaten: Sind bei Beben vor Beginn verlässlicher seismographischer Erfassung (ca. 1960) als Näherungswerte zu verstehen.
- Intensität: Wenn nicht anders angegeben, ist die Intensität auf der Modifizierten Mercalliskala gemeint.
- Magnituden:
  - MW: Momenten-Magnitude
  - MS: Oberflächenwellenmagnitude
  - ML: Lokalmagnitude = Richterskala
  - M: Art der Magnitude unbekannt
- k. A. = keine Angaben möglich

| Datum (Ortszeit)   | Ort                | Tote           | Anmerkung | Koordinaten                  | Magnitude  | Intensität | Beleg         |
| ------------------ | ------------------ | -------------- | --- | ---------------------------- | ---------- | ---------- | ------------- |
| 26. April 662      | Qumis              | 40.000         | | 35° 18′ 0″ N, 54° 0′ 0″ O    | k. A.      | k. A.      | [ 3 ]         |
| 15. Juli 850       | Schahr-e Rey       | 45.000         | | 35° 18′ 0″ N, 51° 12′ 0″ O   | k. A.      | k. A.      | [ 4 ]         |
| 22. Dezember 856   | Qumis              | 40.000–200.000 | Erdbeben von Qumis 856                                                                                              | 36° 12′ 0″ N, 54° 18′ 0″ O   | 7,9–8,1 MS | IX–X       | [ 5 ]         |
| 18. November 871   | Ilam               | 20.000         | | 33° 12′ 0″ N, 47° 12′ 0″ O   | 6,8 MS     | VII        | [ 6 ]         |
| 17. Juni 978       | Siraf              | 2.000          | Die meisten Häuser in Siraf wurden beschädigt                                                                       | 27° 42′ 0″ N, 52° 18′ 0″ O   | 5,3 MS     | VII        | [ 7 ]         |
| 1008               | Siraf              | 16.000         | April oder Mai; Tsunami bei Siraf; überlieferter Ort und Opferzahl vermengen möglicherweise zwei Erdbebenereignisse | 27° 39′ 54″ N, 52° 20′ 53″ O | 6,5 MS     | k. A.      | [ 8 ]         |
| 21. August 1042    | Täbris             | 40.000         | Unsicher, möglicherweise war eines der Beben 1042 eine Verwechslung mit einem Beben bei Palmyra                     | 38° 0′ 0″ N, 46° 12′ 0″ O    | k. A.      | k. A.      | [ 9 ]         |
| 4. November 1042   | Täbris             | 50.000         | Unsicher, möglicherweise war eines der Beben 1042 eine Verwechslung mit einem Beben bei Palmyra                     | 38° 6′ 0″ N, 46° 18′ 0″ O    | 7,0 M      | IX         | [ 10 ]        |
| 1101               | Chorasan           | 60.000         | Möglicherweise am 26. Oktober                                                                                       | 36° 0′ 0″ N, 59° 0′ 0″ O     | 6,5 M      | X          | [ 11 ]        |
| 21. Oktober 1336   | Chaf, Chorasan     | 20.000         | | 34° 42′ 0″ N, 59° 42′ 0″ O   | 7,6 MW     | k. A.      | [ 12 ]        |
| 30. Januar 1549    | Qāen               | 3.000          | | 33° 30′ 0″ N, 59° 6′ 0″ O    | k. A.      | k. A.      | [ 13 ]        |
| 20. April 1608     | Qazvin             | 3.000          | Durch große Erdrutsche wurden fünf Dörfer verschüttet                                                               | 36° 24′ 0″ N, 50° 30′ 0″ O   | 7,6 MS     | X          | [ 14 ] [ 15 ] |
| 4. Mai 1639        | Qazvin             | 12.000         | | 36° 12′ 0″ N, 50° 0′ 0″ O    | k. A.      | k. A.      | [ 16 ]        |
| 5. Februar 1641    | Ost-Aserbaidschan  | 30.000         | Azarschahr wurde völlig zerstört, schwere Schäden in Täbris und weiteren Orten                                      | 38° 0′ 0″ N, 46° 6′ 0″ O     | k. A.      | IX         | [ 17 ]        |
| 18. November 1667  | Nord-Chorasan      | 12.000         | | 37° 12′ 0″ N, 57° 30′ 0″ O   | k. A.      | k. A.      | [ 18 ]        |
| 30. Juli 1673      | Maschhad/Nischapur | 5.600          | Zwei Drittel der Stadt Maschhad wurden zerstört, schwere Schäden in Nischapur                                       | 36° 18′ 0″ N, 59° 18′ 0″ O   | 6,6 MS     | VIII       | [ 19 ]        |
| 26. April 1721     | Täbris             | 40.000         | Drei Viertel der Häuser in Täbris wurden zerstört oder beschädigt                                                   | 37° 54′ 0″ N, 46° 42′ 0″ O   | 7,7 MS     | k. A.      | [ 20 ]        |
| 18. November 1727  | Täbris             | 77.000         | | 38° 0′ 0″ N, 46° 18′ 0″ O    | k. A.      | VIII       | [ 21 ]        |
| 7. Juni 1755       | Kaschan            | 40.000         | | 34° 0′ 0″ N, 51° 30′ 0″ O    | k. A.      | k. A.      | [ 22 ]        |
| 30. Januar 1778    | Kaschan            | 30.000         | | 33° 36′ 0″ N, 51° 18′ 0″ O   | k. A.      | k. A.      | [ 23 ]        |
| 27. Dezember 1779  | Täbris             | 10.000         | | 38° 0′ 0″ N, 46° 42′ 0″ O    | 6,5 M      | VII        | [ 24 ]        |
| 8. Januar 1780     | Täbris             | 50.000         | Das von vorhergehenden Beben geschwächte Täbris wurde fast völlig zerstört                                          | 38° 0′ 0″ N, 46° 12′ 0″ O    | 7,7 M      | IX         | [ 25 ]        |
| 25. Juni 1824      | Schiras            | einige Hundert | Alle Häuser von Schiras wurden beschädigt, einige stürzten ein                                                      | 29° 48′ 0″ N, 52° 24′ 0″ O   | 6,4 MS     | VIII       | [ 26 ]        |
| 12. Mai 1844       | Kaschan            | 1.500          | | 33° 36′ 0″ N, 51° 24′ 0″ O   | 6,4 MS     | k. A.      | [ 27 ]        |
| 22. Februar 1852   | Ghutschan          | 2.000          | | 37° 6′ 0″ N, 58° 24′ 0″ O    | 5,8 M      | IX         | [ 28 ]        |
| 1853               | Schiras            | 13.000         | Ende April oder Anfang Mai                                                                                          | 29° 36′ 0″ N, 52° 30′ 0″ O   | k. A.      | IX         | [ 29 ]        |
| 23. Dezember 1871  | Ghutschan          | 2.000          | | 37° 18′ 0″ N, 58° 18′ 0″ O   | 5,6 M      | VII        | [ 30 ]        |
| 6. Januar 1872     | Ghutschan          | 4.000          | | 37° 18′ 0″ N, 58° 18′ 0″ O   | 6,3 M      | VII        | [ 31 ]        |
| 22. März 1879      | Ost-Aserbaidschan  | 2.000          | 20 Dörfer zerstört, weitere 54 beschädigt                                                                           | 37° 48′ 0″ N, 47° 54′ 0″ O   | 6,7 MS     | IX         | [ 32 ]        |
| 17. November 1893  | Ghutschan          | 18.000         | | 37° 12′ 0″ N, 58° 24′ 0″ O   | 6,6 MS     | X          | [ 33 ]        |
| 11. Januar 1897    | Qeschm/Larak       | 1.600          | | 26° 57′ 0″ N, 56° 15′ 36″ O  | 6,1 MS     | VIII       | [ 34 ]        |
| 23. Januar 1909    | Isfahan            | 5.500          | | 33° 0′ 0″ N, 50° 0′ 0″ O     | 7,7 MS     | k. A.      | [ 35 ]        |
| 25. Mai 1923       | Torbat-e Heidarije | 2.200–5.000    | | 35° 12′ 0″ N, 59° 12′ 0″ O   | 5,7 MS     | k. A.      | [ 36 ]        |
| 1. Mai 1929        | Kopet-Dag          | 3.800–5.803    | | 37° 48′ 0″ N, 57° 36′ 0″ O   | 7,4 MS     | k. A.      | [ 37 ]        |
| 6. Oktober 1948    | Aşgabat            | 110.000        | Erdbeben von Aşgabat 1948: Erdbeben in der TuSSR mit Auswirkungen auf Orte in Razavi-Chorasan                       | 37° 57′ 0″ N, 58° 19′ 12″ O  | 7,3 MS     | IX–X       | [ 5 ]         |
| 12. Februar 1953   | Torud, Semnan      | 800–970        | Der Ort Torud wurde völlig zerstört                                                                                 | 35° 24′ 0″ N, 55° 6′ 0″ O    | 6,4 M      | VIII       | [ 38 ] [ 39 ] |
| 2. Juli 1957       | Māzandarān         | 1.100          | | 36° 6′ 0″ N, 52° 42′ 0″ O    | 6,6 M      | IX         | [ 40 ]        |
| 13. Dezember 1957  | Kangavar           | 1.200          | Schwere Schäden in zahlreichen Dörfern                                                                              | 34° 23′ 17″ N, 47° 44′ 53″ O | 6,5 MW     | VIII       | [ 41 ]        |
| 24. April 1960     | Lar                | 420            | | 28° 0′ 0″ N, 54° 30′ 0″ O    | 6,0 M      | k. A.      | [ 42 ]        |
| 1. September 1968  | Ferdows            | 700–1.000      | 1500 Häuser wurden zerstört; schweres Nachbeben am 4. September                                                     | 34° 0′ 0″ N, 58° 12′ 0″ O    | 6,3 MW     | k. A.      | [ 43 ] [ 44 ] |
| 1. September 1962  | Qazvin             | 12.225         | Erdbeben von Buinzahra 1962                                                                                         | 35° 39′ 22″ N, 49° 50′ 35″ O | 7,0 MW     | IX         | [ 5 ]         |
| 31. August 1968    | Süd-Chorasan       | 10.488         | Mehr als 100 Dörfer zerstört oder beschädigt; 70.000–100.000 Menschen wurden obdachlos                              | 34° 0′ 0″ N, 59° 0′ 0″ O     | 7,3 MS     | X          | [ 45 ]        |
| 10. April 1972     | Fars               | 5.054–5.374    | | 28° 24′ 0″ N, 52° 48′ 0″ O   | 6,9 MS     | IX         | [ 46 ] [ 47 ] |
| 16. September 1978 | Tabas              | 15.000–26.000  | Erdbeben bei Tabas 1978                                                                                             | 33° 23′ 10″ N, 57° 26′ 2″ O  | 7,4 MS     | IX–X       | [ 5 ] [ 48 ]  |
| 11. Juni 1981      | Golbaf, Kerman     | 844–3.000      | Erdbeben bei Golbaf 1981                                                                                            | 29° 54′ 47″ N, 57° 42′ 54″ O | 6,7 MS     | VII        | [ 5 ] [ 49 ]  |
| 28. Juli 1981      | Sirdsch, Kerman    | 846–3.000      | Erdbeben bei Sirdsch 1981                                                                                           | 30° 0′ 47″ N, 57° 47′ 38″ O  | 7,1 MS     | IX         | [ 5 ] [ 50 ]  |
| 21. Juni 1990      | Gilan              | 40.000         | Manjil-Rudbar-Beben 1990                                                                                            | 36° 57′ 25″ N, 49° 24′ 32″ O | 7,4 MW     | IX         | [ 5 ]         |
| 28. Februar 1997   | Ardabil            | 965–1.100      | 2.600 Verletzte, 12.000 Gebäude zerstört oder beschädigt, 160.000 Nutztiere verendeten                              | 38° 4′ 30″ N, 48° 3′ 0″ O    | 6,1 MW     | VII        | [ 51 ]        |
| 10. Mai 1997       | Süd-Chorasan       | 1.728          | 2.300 Verletzte, 50.000 wurden obdachlos                                                                            | 33° 49′ 30″ N, 59° 48′ 32″ O | 7,2 MW     | X          | [ 52 ]        |
| 5. März 2000       | Hormozgan          |                | | 27° 56′ 46″ N, 56° 28′ 1″ O  | 5,3 MW     | k. A.      | [ 53 ] [ 54 ] |
| 22. Juni 2002      | Qazvin             | 261            | | 35° 37′ 34″ N, 49° 2′ 49″ O  | 6,5 MW     | VIII       | [ 55 ]        |
| 26. Dezember 2003  | Bam                | 26.271         | Erdbeben von Bam 2003                                                                                               | 28° 59′ 42″ N, 58° 18′ 40″ O | 6,6 MW     | IX         | [ 5 ]         |
| 22. Februar 2005   | Kerman             | 612            | Erdbeben von Sarand 2005                                                                                            | 30° 45′ 14″ N, 56° 48′ 58″ O | 6,4 MW     | VIII       | [ 5 ] [ 56 ]  |
| 11. August 2012    | Täbris             | 306            | Erdbeben von Täbris 2012                                                                                            | 38° 19′ 44″ N, 46° 49′ 34″ O | 6,4 MW     | VII        | [ 5 ]         |
| 12. November 2017  | Kermānschāh        | 629            | Erdbeben von Kermānschāh 2017                                                                                       | 34° 54′ 40″ N, 45° 57′ 32″ O | 7,3 MW     | IX         | [ 5 ] [ 57 ]  |
| 23. Februar 2020   | West-Aserbaidschan | 10             | Erdbeben im iranisch-türkischen Grenzgebiet 2020                                                                    | 38° 26′ 49″ N, 44° 25′ 1″ O  | 5,8 MW     | VII        | [ 5 ]         |
| 2. Juli 2022       | Hormozgan          | 5              | Erdbeben in Hormozgan 2022                                                                                          | 26° 56′ 6″ N, 55° 15′ 14″ O  | 6,0 MW     | VII        | [ 58 ]        |

## Belege
1. ↑  F. Masson, Jean Chéry, Denis Hatzfeld, J. Martinod, Philippe Vernant, Farokh Tavakoli, M. Ghafory-Ashtiani: Seismic versus aseismic deformation in Iran inferred from earthquakes and geodetic data. In: Geophysical Journal International. Band 160, Heft 1. Januar 2005, S. 217–226, doi:10.1111/j.1365-246X.2004.02465.x (englisch).
2. ↑  Jamshid Ahmadian, Mamoru Murata, Alireza Nadimi, Hiroaki Ozawa, Takeshi Kozai: Active tectonics of Iran deduced from earthquakes, active faulting and GPS evidences. In: Bulletin of Center for Collaboration in Community Naruto University of Education. Band 28. Februar 2014, S. 11–22, Digitalisat auf researchgate.net (englisch).
3. ↑  Iran: Qumis: Semnan,Damghan. NCEI/WDS Global Significant Earthquake Database. NOAA National Centers for Environmental Information, abgerufen am 23. September 2020 (englisch).
4. ↑  Iran: Rey (Ray). NCEI/WDS Global Significant Earthquake Database. NOAA National Centers for Environmental Information, abgerufen am 23. September 2020 (englisch).
5. 1 2 3 4 5 6 7 8 9 10 11 12  Belege zu diesem Beben siehe im entsprechenden Hauptartikel.
6. ↑  Iran: Saimareh. NCEI/WDS Global Significant Earthquake Database. NOAA National Centers for Environmental Information, abgerufen am 23. September 2020 (englisch).
7. ↑  Iran: Taheri (Siraf). NCEI/WDS Global Significant Earthquake Database. NOAA National Centers for Environmental Information, abgerufen am 23. September 2020 (englisch).
8. ↑  Iran-Iraq: Dainawar. NCEI/WDS Global Significant Earthquake Database. NOAA National Centers for Environmental Information, abgerufen am 23. September 2020 (englisch).
9. ↑  Iran: Tabriz. NCEI/WDS Global Significant Earthquake Database. NOAA National Centers for Environmental Information, abgerufen am 23. September 2020 (englisch).
10. ↑  Iran: Tabriz. NCEI/WDS Global Significant Earthquake Database. NOAA National Centers for Environmental Information, abgerufen am 23. September 2020 (englisch).
11. ↑  Iran: Khorasan. NCEI/WDS Global Significant Earthquake Database. NOAA National Centers for Environmental Information, abgerufen am 23. September 2020 (englisch).
12. ↑  Iran: Khaf. NCEI/WDS Global Significant Earthquake Database. NOAA National Centers for Environmental Information, abgerufen am 23. September 2020 (englisch).
13. ↑  Iran: Qayen (Qain),Khorasan. NCEI/WDS Global Significant Earthquake Database. NOAA National Centers for Environmental Information, abgerufen am 23. September 2020 (englisch).
14. ↑  Iran: Gilan, W Mazandaran. NCEI/WDS Global Significant Earthquake Database. NOAA National Centers for Environmental Information, abgerufen am 16. Oktober 2020 (englisch).
15. ↑  Manuel Berberian, Richard Walker: The Rudbār MW 7.3 earthquake of 1990 June 20; seismotectonics, coseismic and geomorphic displacements, and historic earthquakes of the western ‘High-Alborz’, Iran. In: Geophysical Journal International. Band 182, Heft 3, September 2010, S. 1598f., doi:10.1111/j.1365-246X.2010.04705.x (englisch).
16. ↑  Iran: Qazvin. NCEI/WDS Global Significant Earthquake Database. NOAA National Centers for Environmental Information, abgerufen am 23. September 2020 (englisch).
17. ↑  Iran: Tabriz, Kurdistan. NCEI/WDS Global Significant Earthquake Database. NOAA National Centers for Environmental Information, abgerufen am 23. September 2020 (englisch).
18. ↑  Iran: Shirvan, Shamkha. NCEI/WDS Global Significant Earthquake Database. NOAA National Centers for Environmental Information, abgerufen am 23. September 2020 (englisch).
19. ↑  Iran: Mashhad, Neyshabur (Nishapur). NCEI/WDS Global Significant Earthquake Database. NOAA National Centers for Environmental Information, abgerufen am 23. September 2020 (englisch).
20. ↑  Iran: Tabriz. NCEI/WDS Global Significant Earthquake Database. NOAA National Centers for Environmental Information, abgerufen am 23. September 2020 (englisch).
21. ↑  Iran: Tabriz. NCEI/WDS Global Significant Earthquake Database. NOAA National Centers for Environmental Information, abgerufen am 23. September 2020 (englisch).
22. ↑  Iran: N: Tabriz,Kashan. NCEI/WDS Global Significant Earthquake Database. NOAA National Centers for Environmental Information, abgerufen am 23. September 2020 (englisch).
23. ↑  Iran: Kashan. NCEI/WDS Global Significant Earthquake Database. NOAA National Centers for Environmental Information, abgerufen am 23. September 2020 (englisch).
24. ↑  Iran: Tabriz. NCEI/WDS Global Significant Earthquake Database. NOAA National Centers for Environmental Information, abgerufen am 23. September 2020 (englisch).
25. ↑  Iran: Tabriz. NCEI/WDS Global Significant Earthquake Database. NOAA National Centers for Environmental Information, abgerufen am 23. September 2020 (englisch).
26. ↑  Iran: Shiraz, Guyum. NCEI/WDS Global Significant Earthquake Database. NOAA National Centers for Environmental Information, abgerufen am 24. September 2020 (englisch).
27. ↑  Iran: Kashan, Qamsar, Kamu, Kushian, Chuka. NCEI/WDS Global Significant Earthquake Database. NOAA National Centers for Environmental Information, abgerufen am 24. September 2020 (englisch).
28. ↑  Iran: Khabushan (NW Kuchan). NCEI/WDS Global Significant Earthquake Database. NOAA National Centers for Environmental Information, abgerufen am 24. September 2020 (englisch).
29. ↑  Iran: Shiraz. NCEI/WDS Global Significant Earthquake Database. NOAA National Centers for Environmental Information, abgerufen am 24. September 2020 (englisch).
30. ↑  Iran: Quchan. NCEI/WDS Global Significant Earthquake Database. NOAA National Centers for Environmental Information, abgerufen am 24. September 2020 (englisch).
31. ↑  Iran: Quchan. NCEI/WDS Global Significant Earthquake Database. NOAA National Centers for Environmental Information, abgerufen am 24. September 2020 (englisch).
32. ↑  Iran: Bozqush, Ardabil, Gamrud, Tark, Manan. NCEI/WDS Global Significant Earthquake Database. NOAA National Centers for Environmental Information, abgerufen am 24. September 2020 (englisch).
33. ↑  Iran: Quchan, Mashhad, Bojnurd. NCEI/WDS Global Significant Earthquake Database. NOAA National Centers for Environmental Information, abgerufen am 24. September 2020 (englisch).
34. ↑  Iran: Qeshm Island, Larak Island. NCEI/WDS Global Significant Earthquake Database. NOAA National Centers for Environmental Information, abgerufen am 24. September 2020 (englisch).
35. ↑  Iran: Silakor. NCEI/WDS Global Significant Earthquake Database. NOAA National Centers for Environmental Information, abgerufen am 24. September 2020 (englisch).
36. ↑  Iran: Turbat-Haklari. NCEI/WDS Global Significant Earthquake Database. NOAA National Centers for Environmental Information, abgerufen am 24. September 2020 (englisch).
37. ↑  Iran: Kopet-Dagh. NCEI/WDS Global Significant Earthquake Database. NOAA National Centers for Environmental Information, abgerufen am 23. September 2020 (englisch).
38. ↑  Iran: Torud. NCEI/WDS Global Significant Earthquake Database. NOAA National Centers for Environmental Information, abgerufen am 8. Februar 2021 (englisch).
39. ↑  N. N. Ambraseys, A. A. Moinfar: The seismicity of Iran: The Torud earthquake of 12th february 1953. In: Annals of Geophysics. Band 30, Nr. 1–2, 1977, S. 185–200, doi:10.4401/ag-4817 (englisch).
40. ↑  Iran: Hazanderan, Abegarm. NCEI/WDS Global Significant Earthquake Database. NOAA National Centers for Environmental Information, abgerufen am 24. September 2020 (englisch).
41. ↑  Iran: Farsinaj. NCEI/WDS Global Significant Earthquake Database. NOAA National Centers for Environmental Information, abgerufen am 14. Dezember 2021 (englisch).
42. ↑  Iran: Lar. NCEI/WDS Global Significant Earthquake Database. NOAA National Centers for Environmental Information, abgerufen am 24. September 2020 (englisch).
43. ↑  Iran: Ferdow. NCEI/WDS Global Significant Earthquake Database. NOAA National Centers for Environmental Information, abgerufen am 24. September 2020 (englisch).
44. ↑  Richard Walker, James Jackson, Calum Baker: Surface expression of thrust faulting in eastern Iran: source parameters and surface deformation of the 1978 Tabas and 1968 Ferdows earthquake sequences. In: Geophysical Journal International. Band 152, Heft 3. März 2003, S. 749–765, doi:10.1046/j.1365-246X.2003.01886.x (englisch).
45. ↑  Iran: Dasht-e-Bayaz. NCEI/WDS Global Significant Earthquake Database. NOAA National Centers for Environmental Information, abgerufen am 23. September 2020 (englisch).
46. ↑  Iran: Qir,Karzin, Jahrom, Firuzabad. NCEI/WDS Global Significant Earthquake Database. NOAA National Centers for Environmental Information, abgerufen am 23. September 2020 (englisch).
47. ↑  Reza Razani, Kenneth L. Lee: The Engineering Aspects of the Qir Earthquake of 10 April 1972 in Southern Iran. National Academy of Sciences, Washington 1973.
48. ↑  Iran: Tabas. NCEI/WDS Global Significant Earthquake Database. NOAA National Centers for Environmental Information, abgerufen am 23. September 2020 (englisch).
49. ↑  Iran: SE: Golbaft. NCEI/WDS Global Significant Earthquake Database. NOAA National Centers for Environmental Information, abgerufen am 23. September 2020 (englisch).
50. ↑  Iran: SE, Kerman. NCEI/WDS Global Significant Earthquake Database. NOAA National Centers for Environmental Information, abgerufen am 23. September 2020 (englisch).
51. ↑  Iran: Ardabil. NCEI/WDS Global Significant Earthquake Database. NOAA National Centers for Environmental Information, abgerufen am 23. September 2020 (englisch).
52. ↑  Iran: Birjand, Ghaena. NCEI/WDS Global Significant Earthquake Database. NOAA National Centers for Environmental Information, abgerufen am 23. September 2020 (englisch).
53. ↑  Starkes Beben der Stärke 5.4 - 86 km nördlich von Bandar Abbas, Hormozgan, Iran, am Sonntag, 5. Mär 2000 um 09:40 GMT. In: volcanodiscovery.com. VolcanoDiscovery, 2000, abgerufen am 29. Juni 2022.
54. ↑  Erdbeben erschüttert Süd-Iran. In: archiv.ivz-aktuell.de. Ibbenbürener Volkszeitung, 6. März 2000, abgerufen am 29. Juni 2022.
55. ↑  Iran: Ab Garm-Abhar-Avaj-Shirin Su. NCEI/WDS Global Significant Earthquake Database. NOAA National Centers for Environmental Information, abgerufen am 23. September 2020 (englisch).
56. ↑  Iran: Kerman Province: Zarand. NCEI/WDS Global Significant Earthquake Database. NOAA National Centers for Environmental Information, abgerufen am 23. September 2020 (englisch).
57. ↑  Iran: Kermanshah; Iraq: Kurdistan. NCEI/WDS Global Significant Earthquake Database. NOAA National Centers for Environmental Information, abgerufen am 23. September 2020 (englisch).
58. ↑  M 6.0 - 55 km NE of Bandar-e Lengeh, Iran. United States Geological Survey, abgerufen am 10. Juli 2022 (englisch).